# Assedio di Montmélian
L'assedio della cittadella di Montmélian fu un episodio della guerra franco-savoiarda che si svolse tra l'estate e l'inverno del 1600, che vide le truppe francesi di Enrico IV entrare nel ducato di Savoia. Dopo aver conquistato varie fortezze del ducato, il 16 agosto 1600 le truppe francesi, al comando di Carlo II di Créquy genero del Lesdiguières, conquistarono la città di Montmélian, ma non la cittadella che resistette ancora. Il 7 novembre il duca di Sully ricevette dal re Enrico IV l'ordine di occupare la cittadella. Il giorno 12 il comandante savoiardo della cittadella, Jacques, conte di Brandis, incontrò il re di Francia, la capitolazione era ormai questione di poco. Il giorno 16 novembre, infatti, la guarnigione savoiarda della cittadella di Montmélian si arrese ai francesi.